# 옥길새길중학교
옥길새길중학교(玉吉새길中學校)는 경기도 부천시에 있는 공립 중학교이다.

## 학교 연혁
- 2025년 3월 1일 : 개교